# Bahnstrecke København–Fredericia
| Der Bahnhof Roskilde von 1849 |                                                                       |                                                            |                                                            |
| Streckennummer: | DSB 1 (Fernbahn) DSB 8.2 (S-Bahn)                                     |                                                            |                                                            |
| Streckenlänge: | 220,6 km                                                              |                                                            |                                                            |
| Spurweite: | 1435 mm (Normalspur)                                                  |                                                            |                                                            |
| Stromsystem: | 25 kV 50 Hz ~                                                         |                                                            |                                                            |
| Streckengeschwindigkeit: | 180 km/h                                                              |                                                            |                                                            |
| Zugbeeinflussung: | ZUB 123                                                               |                                                            |                                                            |
| Zweigleisigkeit: | København–Fredericia, viergleisig zwischen Høje-Taastrup und Roskilde |                                                            |                                                            |
| |                                                                       |                                                            |                                                            |
| \| \| \| S-Bahn B von Farum \| \| \| \| \| Bahnstrecke København–Helsingør von Helsingør \| \| \| \| 0,0 \| København H \| København H \| \| \| 0,0 \| København G \| København G \| \| \| 0,9 \| Dybbølsbro \| Dybbølsbro \| \| \| 1,3 \| Skelbæk \| Skelbæk \| \| \| 1,5 \| Bahnstrecke København–Malmö nach Malmö \| Bahnstrecke København–Malmö nach Malmö \| \| \| 1,7 \| S-Bahn E nach Køge \| S-Bahn E nach Køge \| \| \| 2,3 \| Enghave (ab 3. Juli 2016 für P-Verkehr geschlossen)[2] \| Enghave (ab 3. Juli 2016 für P-Verkehr geschlossen)[2] \| \| \| 3,2 \| \| \| \| \| 3,7 \| Carlsberg (ab 3. Juli 2016)[3] \| Carlsberg (ab 3. Juli 2016)[3] \| \| \| 3,9 \| Valby (S-Bahn-Station nur bis Herbst 2016)[3] \| Valby (S-Bahn-Station nur bis Herbst 2016)[3] \| \| \| 4,2 \| S-Bahn H nach Frederikssund \| S-Bahn H nach Frederikssund \| \| \| 4,6 \| Ny Ellebjerg \| Ny Ellebjerg \| \| \| \| Bahnstrecke København–Malmö von Peberholm \| \| \| \| 6,2 \| Vigerslev Fjern \| Vigerslev Fjern \| \| \| \| nach Hellerup \| \| \| \| 5,3 \| Danshøj S-Bahn F Hellerup–Ny Ellebjerg \| Danshøj S-Bahn F Hellerup–Ny Ellebjerg \| \| \| 6,2 \| Schnellfahrstrecke København–Ringsted nach Ringsted \| (seit 2019) \| \| \| 6,3 \| Hvidovre Nær \| Hvidovre Nær \| \| \| \| \| \| \| \| 7,3 \| Hvidovre Fjern \| Hvidovre Fjern \| \| \| 7,4 \| Rødovre \| Rødovre \| \| \| 8,5 \| Brøndbyøster \| Brøndbyøster \| \| \| 11,2 \| Glostrup \| Glostrup \| \| \| 14,1 \| Albertslund \| Albertslund \| \| \| 14,2 \| Vridsløselille \| Vridsløselille \| \| \| 17,4 \| Taastrup \| Taastrup \| \| \| 19,5 \| Høje-Taastrup \| Høje-Taastrup \| \| \| \| \| \| \| \| 24,2 \| Hedehusene \| Hedehusene \| \| \| \| Hedelands Veteranbane (700 mm) \| \| \| \| 28,3 \| Trekroner \| Trekroner \| \| \| 31,3 \| Roskilde \| Roskilde \| \| \| \| nach Næstved \| \| \| \| \| nach Kalundborg \| \| \| \| \| Gøderup (bis 26. Mai 1974) \| \| \| \| 42,5 \| Viby Sj \| Viby Sj \| \| \| 49,7 \| Borup \| Borup \| \| \| \| Schnellfahrstrecke København–Ringsted von Køge (seit 2019) \| \| \| \| 56,6 \| Kværkeby (1887 DST, 1898 Pers.-Bhf., 1970 Hst. bis 1974) \| Kværkeby (1887 DST, 1898 Pers.-Bhf., 1970 Hst. bis 1974) \| \| \| \| Køge–Ringsted Banen von Køge (bis 31. März 1963) \| \| \| \| 63,9 \| Ringsted \| Ringsted \| \| \| \| nach Rødby Færge (über Næstved) \| \| \| \| 67,6 \| Bringstrup \| Bringstrup \| \| \| 71,5 \| Fjenneslev (ab 1887) \| Fjenneslev (ab 1887) \| \| \| 78,3 \| Sorø \| Sorø \| \| \| \| Frederikslund (1887–27. Mai 1962) \| \| \| \| \| \| \| \| \| 92,9 \| Slagelse (1856–1892) / Slagelse \| Slagelse (1856–1892) / Slagelse \| \| \| \| Bahnstrecke Slagelse–Næstved nach Næstved (über Dalmose) \| \| \| \| \| Bahnstrecke Høng–Tølløse nach Høng \| \| \| \| \| \| \| \| \| 100,0 \| Forlev (ehem. Pers.-Halt) \| Forlev (ehem. Pers.-Halt) \| \| \| \| Ziegelwerk \| \| \| \| 105,9 \| Svenstrup Sj \| Svenstrup Sj \| \| \| \| \| \| \| \| 108,3 \| Korsør \| Korsør \| \| \| 2,8 \| Halsskov (bis 1998) \| Halsskov (bis 1998) \| \| \| 110,0 \| Korsør (bis 1998) \| Korsør (bis 1998) \| \| \| 110,5 \| Storebæltfähre \| Storebæltfähre \| \| \| \| Großer-Belt-Bahntunnel (8024 m) \| \| \| \| 118,6 \| \| \| \| \| 120,2 \| Sprogø \| Sprogø \| \| \| 121,3–127,9 \| Storebælt-Brücke (6611 m) \| Storebælt-Brücke (6611 m) \| \| \| \| Storebæltfähre \| \| \| \| \| Nyborg Færge (bis 1998) \| \| \| \| \| von Svendborg (bis 30. Mai 1964) \| \| \| \| \| von Knudshoved/Slipshavn (bis 1956/1905) \| \| \| \| \| Nyborg H \| \| \| \| 131,6 \| Nyborg \| Nyborg \| \| \| \| \| \| \| \| \| nach Ringe (bis 26. Mai 1962) \| \| \| \| 136,6 \| Hjulby \| Hjulby \| \| \| 141,5 \| Ullerslev \| Ullerslev \| \| \| 146,2 \| Langeskov (Bf bis 30. September 1973, dann Hst) \| Langeskov (Bf bis 30. September 1973, dann Hst) \| \| \| \| Magazinhalle des Dänischen Eisenbahnmuseums[4] \| \| \| \| 151,0 \| Marslev \| Marslev \| \| \| \| Bahnstrecke Odense–Kerteminde–Martofte von Martofte \| \| \| \| \| Hafenanschluss \| \| \| \| \| \| \| \| \| \| Dänisches Eisenbahnmuseum \| \| \| \| 160,3 \| Odense ab 1914 \| Odense ab 1914 \| \| \| \| \| \| \| \| \| \| \| \| \| \| \| \| \| \| \| Odense bis 1914 \| \| \| \| \| Odense Syd (1876–1954) \| \| \| \| \| Bahnstrecke Odense–Middelfart nach Middelfart \| \| \| \| \| \| \| \| \| \| Bahnstrecke Odense–Bogense nach Bogense \| \| \| \| \| \| \| \| \| \| Bahnstrecke Odense–Svendborg nach Svendborg \| \| \| \| 163,7 \| Schnellfahrstrecke Odense Vest–Kauslunde nach Middelfart \| Schnellfahrstrecke Odense Vest–Kauslunde nach Middelfart \| \| \| 169,1 \| Holmstrup \| Holmstrup \| \| \| 171,4 \| Render \| Render \| \| \| \| von Assens (bis 1. Januar 1980) \| \| \| \| 175,5 \| Tommerup \| Tommerup \| \| \| 178,8 \| Skalbjerg \| Skalbjerg \| \| \| 181,1 \| Bred \| Bred \| \| \| 184,7 \| Årup \| Årup \| \| \| 190,2 \| Gelsted \| Gelsted \| \| \| \| Kiesgrube Gelsted der DSB (1910–1940)[5] \| \| \| \| 194,8 \| Ejby \| Ejby \| \| \| 200,1 \| Nørre-Åby \| Nørre-Åby \| \| \| 199,330 \| Schnellfahrstrecke Odense Vest–Kauslunde von Odense \| Schnellfahrstrecke Odense Vest–Kauslunde von Odense \| \| \| 204,3 \| Kavslunde \| Kavslunde \| \| \| \| Trajekt nach Fredericia (bis 14. Mai 1935) \| \| \| \| 4,4 \| Strib (bis 1995) \| Strib (bis 1995) \| \| \| \| von Odense (über Brenderup) (bis 31. März 1966) \| \| \| \| \| Hafenbahn \| \| \| \| 0,048,0 \| Middelfart gamle (7. Sept. 1865–15. Mai 1935) \| Middelfart gamle (7. Sept. 1865–15. Mai 1935) \| \| \| \| \| \| \| \| \| Hafenbahn \| \| \| \| \| \| \| \| \| 210,4 \| Middelfart \| Middelfart \| \| \| 213,2 \| Broen \| Broen \| \| \| \| Lillebæltsbro (ab 14. Mai 1935, 1178 m) \| \| \| \| 216,3 \| Snoghøj \| Snoghøj \| \| \| \| \| \| \| \| 220,16,1 \| \| \| \| \| \| Verbindung zwischen Fredericia und Taulov \| \| \| \| \| Hafenbahn / Trajekt nach Strib (bis 14. Mai 1935) \| \| \| \| 220,6 \| Fredericia (ab 14. Mai 1935) \| Fredericia (ab 14. Mai 1935) \| \| \| \| Abstellgruppe \| \| \| \| \| Fredericia (bis 14. Mai 1935) \| \| \| \| 8,6 \| Taulov \| Taulov \| \| \| \| Bahnstrecke Fredericia–Flensburg nach Flensburg \| \| \| \| \| Bahnstrecke Fredericia–Aarhus nach Aarhus \| \| |                                                                       |                                                            |                                                            |
| Strecke |                                                                       | S-Bahn B von Farum                                         | S-Bahn B von Farum                                         |
| Strecke · Strecke |                                                                       | Bahnstrecke København–Helsingør von Helsingør              | Bahnstrecke København–Helsingør von Helsingør              |
| Bahnhof · Bahnhof | 0,0                                                                   | København H                                                | København H                                                |
| Strecke · Strecke · Betriebs-/Güterbahnhof Streckenanfang | 0,0                                                                   | København G                                                | København G                                                |
| Haltepunkt / Haltestelle · Strecke · Strecke | 0,9                                                                   | Dybbølsbro                                                 | Dybbølsbro                                                 |
| Dienststation / Betriebs- oder Güterbahnhof · Strecke · Strecke | 1,3                                                                   | Skelbæk                                                    | Skelbæk                                                    |
| Strecke · Abzweig geradeaus und nach links · Kreuzung geradeaus oben | 1,5                                                                   | Bahnstrecke København–Malmö nach Malmö                     | Bahnstrecke København–Malmö nach Malmö                     |
| Abzweig geradeaus und nach links · Kreuzung geradeaus unten · Kreuzung geradeaus unten | 1,7                                                                   | S-Bahn E nach Køge                                         | S-Bahn E nach Køge                                         |
| Dienststation / Betriebs- oder Güterbahnhof · Strecke · Strecke | 2,3                                                                   | Enghave (ab 3. Juli 2016 für P-Verkehr geschlossen)        | Enghave (ab 3. Juli 2016 für P-Verkehr geschlossen)        |
| Strecke · Abzweig geradeaus und nach links · Abzweig geradeaus und von rechts | 3,2                                                                   |                                                            |                                                            |
| Haltepunkt / Haltestelle · Strecke · Strecke | 3,7                                                                   | Carlsberg (ab 3. Juli 2016)                                | Carlsberg (ab 3. Juli 2016)                                |
| Bahnhof · Haltepunkt / Haltestelle · Strecke | 3,9                                                                   | Valby (S-Bahn-Station nur bis Herbst 2016)                 | Valby (S-Bahn-Station nur bis Herbst 2016)                 |
| Abzweig geradeaus und nach rechts · Strecke · Strecke | 4,2                                                                   | S-Bahn H nach Frederikssund                                | S-Bahn H nach Frederikssund                                |
| Strecke · Strecke · Haltepunkt / Haltestelle | 4,6                                                                   | Ny Ellebjerg                                               | Ny Ellebjerg                                               |
| Strecke · Strecke · Abzweig geradeaus und von links |                                                                       | Bahnstrecke København–Malmö von Peberholm                  | Bahnstrecke København–Malmö von Peberholm                  |
| Strecke · Strecke · Dienststation / Betriebs- oder Güterbahnhof | 6,2                                                                   | Vigerslev Fjern                                            | Vigerslev Fjern                                            |
| Strecke · Strecke · Abzweig geradeaus und nach rechts |                                                                       | nach Hellerup                                              | nach Hellerup                                              |
| Turmhaltepunkt geradeaus oben · Kreuzung geradeaus oben · Strecke | 5,3                                                                   | Danshøj S-Bahn F Hellerup–Ny Ellebjerg                     | Danshøj S-Bahn F Hellerup–Ny Ellebjerg                     |
| Haltepunkt / Haltestelle · Strecke · Abzweig geradeaus und nach links | 6,2                                                                   | Schnellfahrstrecke København–Ringsted nach Ringsted        | (seit 2019)                                                |
| Haltepunkt / Haltestelle · Strecke · Strecke | 6,3                                                                   | Hvidovre Nær                                               | Hvidovre Nær                                               |
| Verschwenkung nach links · Verschwenkung nach links · Verschwenkung nach rechts |                                                                       |                                                            |                                                            |
| Strecke · Dienststation / Betriebs- oder Güterbahnhof | 7,3                                                                   | Hvidovre Fjern                                             | Hvidovre Fjern                                             |
| Haltepunkt / Haltestelle · Strecke | 7,4                                                                   | Rødovre                                                    | Rødovre                                                    |
| Haltepunkt / Haltestelle · Strecke | 8,5                                                                   | Brøndbyøster                                               | Brøndbyøster                                               |
| Bahnhof · Bahnhof | 11,2                                                                  | Glostrup                                                   | Glostrup                                                   |
| Haltepunkt / Haltestelle · Strecke | 14,1                                                                  | Albertslund                                                | Albertslund                                                |
| Strecke · ehemaliger Haltepunkt / Haltestelle | 14,2                                                                  | Vridsløselille                                             | Vridsløselille                                             |
| Bahnhof · Strecke | 17,4                                                                  | Taastrup                                                   | Taastrup                                                   |
| Kopfbahnhof Streckenende · Bahnhof | 19,5                                                                  | Høje-Taastrup                                              | Høje-Taastrup                                              |
| Verschwenkung nach rechts |                                                                       |                                                            |                                                            |
| Haltepunkt / Haltestelle · Kopfbahnhof Streckenanfang | 24,2                                                                  | Hedehusene                                                 | Hedehusene                                                 |
| Strecke · Strecke nach links |                                                                       | Hedelands Veteranbane (700 mm)                             | Hedelands Veteranbane (700 mm)                             |
| Haltepunkt / Haltestelle | 28,3                                                                  | Trekroner                                                  | Trekroner                                                  |
| Bahnhof | 31,3                                                                  | Roskilde                                                   | Roskilde                                                   |
| Abzweig geradeaus und nach links |                                                                       | nach Næstved                                               | nach Næstved                                               |
| Abzweig geradeaus und nach rechts |                                                                       | nach Kalundborg                                            | nach Kalundborg                                            |
| ehemaliger Haltepunkt / Haltestelle |                                                                       | Gøderup (bis 26. Mai 1974)                                 | Gøderup (bis 26. Mai 1974)                                 |
| Bahnhof | 42,5                                                                  | Viby Sj                                                    | Viby Sj                                                    |
| Bahnhof | 49,7                                                                  | Borup                                                      | Borup                                                      |
| Abzweig geradeaus und von links |                                                                       | Schnellfahrstrecke København–Ringsted von Køge (seit 2019) | Schnellfahrstrecke København–Ringsted von Køge (seit 2019) |
| Dienststation / Betriebs- oder Güterbahnhof | 56,6                                                                  | Kværkeby (1887 DST, 1898 Pers.-Bhf., 1970 Hst. bis 1974)   | Kværkeby (1887 DST, 1898 Pers.-Bhf., 1970 Hst. bis 1974)   |
| Abzweig geradeaus und ehemals von links |                                                                       | Køge–Ringsted Banen von Køge (bis 31. März 1963)           | Køge–Ringsted Banen von Køge (bis 31. März 1963)           |
| Bahnhof | 63,9                                                                  | Ringsted                                                   | Ringsted                                                   |
| Abzweig geradeaus und nach links |                                                                       | nach Rødby Færge (über Næstved)                            | nach Rødby Færge (über Næstved)                            |
| ehemaliger Haltepunkt / Haltestelle | 67,6                                                                  | Bringstrup                                                 | Bringstrup                                                 |
| Dienststation / Betriebs- oder Güterbahnhof | 71,5                                                                  | Fjenneslev (ab 1887)                                       | Fjenneslev (ab 1887)                                       |
| Bahnhof | 78,3                                                                  | Sorø                                                       | Sorø                                                       |
| ehemaliger Dienststation / Betriebs- oder Güterbahnhof |                                                                       | Frederikslund (1887–27. Mai 1962)                          | Frederikslund (1887–27. Mai 1962)                          |
| Strecke von links (außer Betrieb) · Abzweig geradeaus und ehemals nach rechts |                                                                       |                                                            |                                                            |
| Bahnhof (Strecke außer Betrieb) · Bahnhof | 92,9                                                                  | Slagelse (1856–1892) / Slagelse                            | Slagelse (1856–1892) / Slagelse                            |
| Strecke (außer Betrieb) · Abzweig geradeaus und ehemals nach links |                                                                       | Bahnstrecke Slagelse–Næstved nach Næstved (über Dalmose)   | Bahnstrecke Slagelse–Næstved nach Næstved (über Dalmose)   |
| Strecke (außer Betrieb) · Abzweig geradeaus und nach rechts |                                                                       | Bahnstrecke Høng–Tølløse nach Høng                         | Bahnstrecke Høng–Tølløse nach Høng                         |
| Strecke nach links (außer Betrieb) · Abzweig geradeaus und ehemals von rechts |                                                                       |                                                            |                                                            |
| Dienststation / Betriebs- oder Güterbahnhof | 100,0                                                                 | Forlev (ehem. Pers.-Halt)                                  | Forlev (ehem. Pers.-Halt)                                  |
| Abzweig geradeaus und ehemals von links |                                                                       | Ziegelwerk                                                 | Ziegelwerk                                                 |
| ehemaliger Haltepunkt / Haltestelle | 105,9                                                                 | Svenstrup Sj                                               | Svenstrup Sj                                               |
| Strecke von links · Abzweig nach rechts und ehemals nach links · Strecke von rechts (außer Betrieb) |                                                                       |                                                            |                                                            |
| Bahnhof · Strecke (außer Betrieb) | 108,3                                                                 | Korsør                                                     | Korsør                                                     |
| Strecke · Betriebs-/Güterbahnhof Streckenanfang und quer (Strecke außer Betrieb) · Abzweig geradeaus und von rechts (Strecke außer Betrieb) | 2,8                                                                   | Halsskov (bis 1998)                                        | Halsskov (bis 1998)                                        |
| Strecke · Bahnhof (Strecke außer Betrieb) | 110,0                                                                 | Korsør (bis 1998)                                          | Korsør (bis 1998)                                          |
| Tunnelanfang · Eisenbahnfähre (Strecke außer Betrieb) | 110,5                                                                 | Storebæltfähre                                             | Storebæltfähre                                             |
| Strecke (im Tunnel) |                                                                       | Großer-Belt-Bahntunnel (8024 m)                            | Großer-Belt-Bahntunnel (8024 m)                            |
| Tunnelende | 118,6                                                                 |                                                            |                                                            |
| Dienststation / Betriebs- oder Güterbahnhof | 120,2                                                                 | Sprogø                                                     | Sprogø                                                     |
| Brücke | 121,3–127,9                                                           | Storebælt-Brücke (6611 m)                                  | Storebælt-Brücke (6611 m)                                  |
| Strecke · Eisenbahnfähre (Strecke außer Betrieb) |                                                                       | Storebæltfähre                                             | Storebæltfähre                                             |
| Strecke · Bahnhof (Strecke außer Betrieb) |                                                                       | Nyborg Færge (bis 1998)                                    | Nyborg Færge (bis 1998)                                    |
| Strecke · Abzweig geradeaus und von links (Strecke außer Betrieb) |                                                                       | von Svendborg (bis 30. Mai 1964)                           | von Svendborg (bis 30. Mai 1964)                           |
| Strecke · Abzweig geradeaus und von rechts (Strecke außer Betrieb) |                                                                       | von Knudshoved/Slipshavn (bis 1956/1905)                   | von Knudshoved/Slipshavn (bis 1956/1905)                   |
| Strecke · Bahnhof (Strecke außer Betrieb) |                                                                       | Nyborg H                                                   | Nyborg H                                                   |
| Bahnhof · Strecke (außer Betrieb) | 131,6                                                                 | Nyborg                                                     | Nyborg                                                     |
| Strecke nach links · Abzweig von rechts und ehemals von links · Strecke nach rechts (außer Betrieb) |                                                                       |                                                            |                                                            |
| Abzweig geradeaus und ehemals nach links |                                                                       | nach Ringe (bis 26. Mai 1962)                              | nach Ringe (bis 26. Mai 1962)                              |
| Blockstelle | 136,6                                                                 | Hjulby                                                     | Hjulby                                                     |
| Dienststation / Betriebs- oder Güterbahnhof | 141,5                                                                 | Ullerslev                                                  | Ullerslev                                                  |
| Haltepunkt / Haltestelle | 146,2                                                                 | Langeskov (Bf bis 30. September 1973, dann Hst)            | Langeskov (Bf bis 30. September 1973, dann Hst)            |
| Abzweig geradeaus und von rechts |                                                                       | Magazinhalle des Dänischen Eisenbahnmuseums                | Magazinhalle des Dänischen Eisenbahnmuseums                |
| Dienststation / Betriebs- oder Güterbahnhof | 151,0                                                                 | Marslev                                                    | Marslev                                                    |
| Abzweig geradeaus und ehemals von rechts |                                                                       | Bahnstrecke Odense–Kerteminde–Martofte von Martofte        | Bahnstrecke Odense–Kerteminde–Martofte von Martofte        |
| Betriebsstelle Streckenanfang (Strecke außer Betrieb) · Strecke |                                                                       | Hafenanschluss                                             | Hafenanschluss                                             |
| Strecke (außer Betrieb) · Strecke |                                                                       |                                                            |                                                            |
| Betriebsstelle Strecke bis hier außer Betrieb · Abzweig geradeaus und nach links · Strecke von rechts |                                                                       | Dänisches Eisenbahnmuseum                                  | Dänisches Eisenbahnmuseum                                  |
| Strecke · Bahnhof · Dienststation / Betriebs- oder Güterbahnhof | 160,3                                                                 | Odense ab 1914                                             | Odense ab 1914                                             |
| Strecke · Abzweig geradeaus und von links · Abzweig ehemals geradeaus und nach rechts |                                                                       |                                                            |                                                            |
| Strecke nach links · Abzweig geradeaus und von rechts · Strecke (außer Betrieb) |                                                                       |                                                            |                                                            |
| Abzweig geradeaus und ehemals nach links · Abzweig geradeaus und von rechts (Strecke außer Betrieb) |                                                                       |                                                            |                                                            |
| Strecke · Bahnhof (Strecke außer Betrieb) |                                                                       | Odense bis 1914                                            | Odense bis 1914                                            |
| Strecke von links (außer Betrieb) · Abzweig geradeaus und ehemals nach rechts · Bahnhof (Strecke außer Betrieb) |                                                                       | Odense Syd (1876–1954)                                     | Odense Syd (1876–1954)                                     |
| Abzweig quer und nach rechts (Strecke außer Betrieb) · Kreuzung (Querstrecke außer Betrieb) · Abzweig geradeaus und nach rechts (Strecke außer Betrieb) |                                                                       | Bahnstrecke Odense–Middelfart nach Middelfart              | Bahnstrecke Odense–Middelfart nach Middelfart              |
| Strecke von links (außer Betrieb) · Abzweig geradeaus und ehemals nach rechts · Strecke (außer Betrieb) |                                                                       |                                                            |                                                            |
| Abzweig quer und nach rechts (Strecke außer Betrieb) · Kreuzung (Querstrecke außer Betrieb) · Abzweig geradeaus und nach rechts (Strecke außer Betrieb) |                                                                       | Bahnstrecke Odense–Bogense nach Bogense                    | Bahnstrecke Odense–Bogense nach Bogense                    |
| Abzweig geradeaus und ehemals von links · Strecke nach rechts (außer Betrieb) |                                                                       |                                                            |                                                            |
| Abzweig geradeaus und nach links |                                                                       | Bahnstrecke Odense–Svendborg nach Svendborg                | Bahnstrecke Odense–Svendborg nach Svendborg                |
| Abzweig geradeaus und ehemals nach rechts | 163,7                                                                 | Schnellfahrstrecke Odense Vest–Kauslunde nach Middelfart   | Schnellfahrstrecke Odense Vest–Kauslunde nach Middelfart   |
| Bahnhof | 169,1                                                                 | Holmstrup                                                  | Holmstrup                                                  |
| ehemaliger Haltepunkt / Haltestelle | 171,4                                                                 | Render                                                     | Render                                                     |
| Abzweig geradeaus und ehemals von links |                                                                       | von Assens (bis 1. Januar 1980)                            | von Assens (bis 1. Januar 1980)                            |
| Bahnhof | 175,5                                                                 | Tommerup                                                   | Tommerup                                                   |
| Haltepunkt / Haltestelle | 178,8                                                                 | Skalbjerg                                                  | Skalbjerg                                                  |
| Haltepunkt / Haltestelle | 181,1                                                                 | Bred                                                       | Bred                                                       |
| Bahnhof | 184,7                                                                 | Årup                                                       | Årup                                                       |
| Haltepunkt / Haltestelle | 190,2                                                                 | Gelsted                                                    | Gelsted                                                    |
| Abzweig geradeaus und ehemals nach rechts |                                                                       | Kiesgrube Gelsted der DSB (1910–1940)                      | Kiesgrube Gelsted der DSB (1910–1940)                      |
| Bahnhof | 194,8                                                                 | Ejby                                                       | Ejby                                                       |
| Bahnhof | 200,1                                                                 | Nørre-Åby                                                  | Nørre-Åby                                                  |
| Abzweig geradeaus und ehemals von rechts | 199,330                                                               | Schnellfahrstrecke Odense Vest–Kauslunde von Odense        | Schnellfahrstrecke Odense Vest–Kauslunde von Odense        |
| Bahnhof | 204,3                                                                 | Kavslunde                                                  | Kavslunde                                                  |
| Eisenbahnfähre quer (Strecke außer Betrieb) · Strecke |                                                                       | Trajekt nach Fredericia (bis 14. Mai 1935)                 | Trajekt nach Fredericia (bis 14. Mai 1935)                 |
| Kopfbahnhof Streckenanfang (Strecke außer Betrieb) · Strecke | 4,4                                                                   | Strib (bis 1995)                                           | Strib (bis 1995)                                           |
| Abzweig geradeaus und von links (Strecke außer Betrieb) · Strecke |                                                                       | von Odense (über Brenderup) (bis 31. März 1966)            | von Odense (über Brenderup) (bis 31. März 1966)            |
| Abzweig geradeaus und nach rechts (Strecke außer Betrieb) · Strecke |                                                                       | Hafenbahn                                                  | Hafenbahn                                                  |
| Bahnhof (Strecke außer Betrieb) · Strecke | 0,048,0                                                               | Middelfart gamle (7. Sept. 1865–15. Mai 1935)              | Middelfart gamle (7. Sept. 1865–15. Mai 1935)              |
| Abzweig geradeaus und nach links (Strecke außer Betrieb) · Abzweig geradeaus und ehemals nach rechts |                                                                       |                                                            |                                                            |
| Abzweig geradeaus und von rechts (Strecke außer Betrieb) · Strecke |                                                                       | Hafenbahn                                                  | Hafenbahn                                                  |
| Strecke nach links (außer Betrieb) · Abzweig geradeaus und ehemals von rechts |                                                                       |                                                            |                                                            |
| Bahnhof | 210,4                                                                 | Middelfart                                                 | Middelfart                                                 |
| ehemaliger Haltepunkt / Haltestelle | 213,2                                                                 | Broen                                                      | Broen                                                      |
| Brücke |                                                                       | Lillebæltsbro (ab 14. Mai 1935, 1178 m)                    | Lillebæltsbro (ab 14. Mai 1935, 1178 m)                    |
| Dienststation / Betriebs- oder Güterbahnhof | 216,3                                                                 | Snoghøj                                                    | Snoghøj                                                    |
| Verschwenkung von links · Verschwenkung von rechts |                                                                       |                                                            |                                                            |
| Strecke · Kilometer-Wechsel | 220,16,1                                                              |                                                            |                                                            |
| Abzweig geradeaus und von links · Abzweig geradeaus und von rechts |                                                                       | Verbindung zwischen Fredericia und Taulov                  | Verbindung zwischen Fredericia und Taulov                  |
| Abzweig ehemals quer, von links und von rechts · Abzweig geradeaus, ehemals nach rechts und von rechts · Strecke · Eisenbahnfähre quer (Strecke außer Betrieb) |                                                                       | Hafenbahn / Trajekt nach Strib (bis 14. Mai 1935)          | Hafenbahn / Trajekt nach Strib (bis 14. Mai 1935)          |
| Strecke · Bahnhof · Strecke | 220,6                                                                 | Fredericia (ab 14. Mai 1935)                               | Fredericia (ab 14. Mai 1935)                               |
| Betriebsstelle Strecke ab hier außer Betrieb · Strecke · Strecke |                                                                       | Abstellgruppe                                              | Abstellgruppe                                              |
| Kopfbahnhof Streckenende (Strecke außer Betrieb) · Strecke · Strecke |                                                                       | Fredericia (bis 14. Mai 1935)                              | Fredericia (bis 14. Mai 1935)                              |
| Strecke · Bahnhof | 8,6                                                                   | Taulov                                                     | Taulov                                                     |
| Strecke · Strecke nach links |                                                                       | Bahnstrecke Fredericia–Flensburg nach Flensburg            | Bahnstrecke Fredericia–Flensburg nach Flensburg            |
| Strecke |                                                                       | Bahnstrecke Fredericia–Aarhus nach Aarhus                  | Bahnstrecke Fredericia–Aarhus nach Aarhus                  |

Die Bahnstrecke København–Fredericia ist eine Eisenbahnstrecke in Dänemark, die Kopenhagen mit Fredericia in Jütland verbindet. Der auf Seeland liegende Abschnitt Kopenhagen–Korsør wird auch als Vestbanen bezeichnet, der Abschnitt Nyborg–Fredericia heißt in Dänemark den fynske hovedbane. Die Strecke ist durchgehend zweigleisig ausgebaut und mit 25 kV 50 Hz elektrifiziert.
Zwischen Høje-Taastrup und Roskilde verfügt sie über vier Gleise.

## Geschichte

### Seeland
Auf Betreiben des Industriellen Søren Hjorth und dessen Buchhalter Peder Skram erhielt 1844 der Kopenhagener Industrieverein die Konzession zum Bau einer Eisenbahnstrecke von Kopenhagen nach Roskilde. Am 27. Juni 1847 konnte diese Strecke als erste Eisenbahnstrecke auf dem Gebiet des heutigen Dänemark eröffnet werden. Auf dem Territorium des damaligen Königreichs Dänemark bestanden jedoch zu diesem Zeitpunkt bereits die Altona-Kieler Eisenbahn sowie die Bahnstrecken Elmshorn–Glückstadt und Neumünster–Flensburg.
Da die Strecke nur recht kurz war, entwickelte sich der Verkehr anfangs nicht nach der Erwartung der Betreiber. Es wurde aber eine Verlängerung der Strecke nach Korsør avisiert, die 1852 genehmigt wurde. Am 27. April 1856 konnte die Verlängerung Roskilde–Korsør in Betrieb genommen werden.

### Fünen
Auf der Insel Fünen wurde am 7. September 1865 durch eine private Gesellschaft die Bahnstrecke Nyborg–Middelfart eröffnet. König Christian IX. hatte bereits im Vorfeld bestimmt, dass die Bahn zu Ehren von Königin Louise an deren Geburtstag, dem 7. September, ihrer Bestimmung übergeben werde. Die Strecke erhielt daher den Namen Dronning Louises Bane. Ein Jahr später wurde die Strecke bis nach Strib verlängert.
Am 1. September 1867 wurde die Bahnstrecke Nyborg–Strib verstaatlicht. Sie bildete mit den Grundstock der neu gegründeten Dänischen Staatsbahnen.
Damit blieben zwischen Kopenhagen und Jütland noch der Kleine Belt und der Große Belt zu überwinden, um beiden Streckennetze zu verbinden. Am 19. März 1872 wurde Dänemarks erste Eisenbahnfährlinie mit der Eisenbahnfähre Lillebelt zwischen Fredericia und Strib eröffnet.
Am 1. Dezember 1883 folgte die Fährverbindung zwischen Nyborg und Korsør über den Großen Belt.
Zuvor war der Streckenabschnitt Kopenhagen–Nyborg 1880 verstaatlicht und in die DSB integriert worden.
1935 wurde die Fährverbindung zwischen Fredericia und Strib durch eine feste Querung des Kleinen Belts ersetzt. Hierzu wurde die Lillebæltsbro eröffnet. Seit dem 1. Juni 1997 wurde auch die Fährverbindung über den Großen Belt überflüssig. Der Große Belt wird nun mittels des Großen-Belt-Bahntunnels und der Storebæltsbroen unter- beziehungsweise überquert. Gleichzeitig wurde auch der elektrische Betrieb zwischen Kopenhagen und Fredericia aufgenommen.

### Bahnstrecke Middelfart gamle–Strib
Die 4,4 km lange Strecke zwischen Middelfart gamle und Strib (dänisch Stribbanen) wurde am 1. November 1866 in Betrieb genommen. Sie war zweigleisig. Der Personenverkehr endete mit der Inbetriebnahme der Eisenbahnbrücke über den Kleinen Belt am 15. Mai 1935. Ab diesem Zeitpunkt fuhren die Züge der Nordvestfyenske Jernbane (OMB für Odense–Middelfart–Bogense, Brenderupbanen), für die der Bahnhof bislang Endbahnhof war, zum neuen Durchgangsbahnhof Middelfart. Danach wurde das östliche Gleis zwischen Middelfahrt gamle und Strib abgebaut und der Anschluss der Hafenbahn verlegt. Das Gleisplanum wurde für den Bau einer Straße verwendet und der Personenverkehr von Bussen der DSB übernommen.
Während der deutschen Besatzung wurde die Möglichkeit genutzt, den Busverkehr wieder durch Personenzüge zu ersetzen. Da die DSB in Middelfart keine Fahrzeuge stationiert hatte, wurde ein Triebwagen der Nordvestfyenske Jernbane dafür benutzt. Offiziell wurde der Personenverkehr auf der Strecke nach Strib am 15. Januar 1944 wieder aufgenommen. Nach Ende der Besatzung übernahmen die DSB am 12. Oktober 1945 den Betrieb mit eigenen Fahrzeugen. Am 8. Juni 1947 endete dieser Personenverkehr erneut.
Auf dem verbliebenen Gleis wurde Güterverkehr bis zur Stilllegung der Strecke 1995 durchgeführt. Bis 2000 erfolgte der Abbau der restlichen Gleisanlagen, dafür wurde ein Radweg errichtet.
Der Bahnhof Strib war ein Entwurf des Architekten N.P.C. Holsøe. Das Gebäude brannte 1995 ab und wurde anschließend abgerissen.

## Betrieb
Durch die Eröffnung der Großen-Belt-Querung verlagerte sich der gesamte Güterverkehr zwischen Deutschland und Skandinavien von der Vogelfluglinie auf die Verbindung über Fredericia. Im Fernverkehr werden heute Elektrotriebwagen der Baureihe IR 4 eingesetzt. Im Güterverkehr kommen vor allem Elektrolokomotiven der Baureihe RSC EG zum Einsatz. Bis Dezember 2014 verkehrte zusätzlich ein tägliches Paar CityNightLine-Nachtzüge von Kopenhagen nach Amsterdam und Prag, das bis zum 1. November 2014 zusätzlich einen Zugteil nach Basel führte.
Im September 2015 sollte der Haltepunkt Langeskov wieder eröffnet werden, die Inbetriebnahme erfolgte am 4. Oktober 2015. Hintergrund ist das Bevölkerungswachstum im Bereich Langeskov, in dem sich einige Industrieunternehmen ansiedelten. Die Reisezeit zwischen Langeskov und Odense beträgt neun Minuten.
Für den neuen Stadtteil Carlsberg wurde am 3. Juli 2016 ein neuer S-Bahn-Halt Carlsberg in Betrieb genommen. Der nur 200 Meter entfernte S-Bahnhof Valby wurde dafür im Herbst 2016 geschlossen.
Der 1934 zusätzlich zum Fernverkehrshalt Enghave eröffnete S-Bahn-Halt (von 1911 bis 1923 Vesterfælledvej) wurde am 3. Juli 2016 geschlossen und wird zu einer Wendeanlage umgebaut. Der Fernverkehrshalt Enghave war bereits 1941 aufgegeben worden. In Enghave nutzten durchschnittlich 7.000 Personen den Bahnhof, für Carlsberg wurden etwa 20.000 Nutzer erwartet.

## Windeinflüsse
Für den Zugbetrieb auf der Westbrücke der Storebæltsbroen ist diese mit zwei Windmessstellen ausgestattet. Diese werden von Danmarks Meteorologiske Institut (DMI) überwacht. Ab einer gemessenen Windstärke von 21 m/s im Mittel von zehn Minuten gilt für Güterzüge eine Höchstgeschwindigkeit von 80 km/h. Ab 27 m/s wird der Güterverkehr gänzlich eingestellt, für elektrisch geführte Reisezüge gilt dann die Höchstgeschwindigkeit von 100 km/h, mit Dieselfahrzeugen geführte Reisezüge gibt es keine Einschränkung. Ab 30 m/s wird der Gesamtverkehr eingestellt.

## Ausbau
Ende 2016 haben Danske Statsbaner die zeitlichen Eckpunkte für das Elektrifizierungsprogramm 2018–2026 festgelegt, das sich nach der Modernisierung des Signalsystems richtet. Danach werden alle zu elektrifizierenden Strecken zwischen 2018 und 2021 auf European Rail Traffic Management System 2 (ERTMS 2) umgestellt.
Wegen der Testphase für das Signalsystem, das auf der Strecke zwischen Hobro und Frederikshavn einem Langzeittest unterzogen wird, hat Banedanmark beschlossen, eine Reihe von Arbeiten von 2019 nach 2020 zu verschieben. Auf der Bahnstrecke Kopenhagen–Fredericia über Fünen und Seeland waren 2019 und 2020 umfangreiche Erneuerungsarbeiten geplant. Diese wurden jedoch wegen der Priorität der Strecke Roskilde–Ringsted auf 2024/25 verschoben.

### Schnellfahrstrecke Odense Vest–Kavslunde
Unter dem Namen Ny jernbane over Vestfyn (Lov om anlæg af en ny jernbane over Vestfyn – 2019/1 LF 14) soll eine neue Strecke die Kapazität des Eisenbahnnetzes zwischen Odense Vest und Kavslunde (östlich von Middelfart) erweitern, die Voraussetzungen für kürzere Reisezeiten schaffen und zu einem stabilen Zugverkehr auf der Strecke beitragen. Durch die Zusammenführung von Autobahn und Schiene in einem gemeinsamen Verkehrskorridor werden Lärm, Barriereeffekte und Landschaftsbeeinträchtigungen möglichst begrenzt. Für das Gesamtprojekt sind 5,2 Mrd. DKK geplant.
Das Bahnprojekt selbst umfasst eine 35 km neue zweigleisige und elektrifizierte Eisenbahnstrecke mit einer maximalen Steigung von 15,2 ‰ auf Westfünen zwischen Middelfart und Odense mit der Möglichkeit einer Höchstgeschwindigkeit von bis zu 250 km/h. Die neue Hochgeschwindigkeitsstrecke mit einer geraderen Trasse wird vier Kilometer kürzer als die derzeitige Verbindung sein. Dadurch verkürzt sich die Reisezeit. Gleichzeitig werden durch die neue Strecke Kapazitäten auf der bestehenden Strecke frei, so dass der Güter- und regionale Personenverkehr auf dieser besser abgewickelt werden kann. Auf der Strecke wird es keine Haltestellen mit öffentlichem Verkehr geben. Um jedoch die Anforderungen gemäß der verkehrstechnischen Gesamtanforderungsliste (overordnet trafikale kravspecifikation – OTK) ist die Errichtung eines neuen Kreuzungs- und Überholbahnhofes auf der Strecke erforderlich. Die Ein- und Ausfädelung aus der Bestandsstrecke erfolgt durch Gleisverschiebungen und Überwerfungsbauewerke.
Der Bahnhof Kavslunde dient als Kreuzungsbahnhof für Güterzüge. Dieser bleibt in seiner jetzigen Form erhalten. Die Entfernung zu einem geplanten Kreuzungsbahnhof Grønnemose an der Neubaustrecke beträgt ca. 18,5 km, womit die Abstandsvorgabe von maximal 20 km eingehalten würde. Die Mitte der Strecke entspricht einem Standort unmittelbar östlich des Industriegebiets Grønnemose. Um Reisezeitverzögerung zu vermindern, soll ein weiterer Kreuzungsbahnhof an der Neubaustrecke bei Ejby die im Eingleisbetrieb erreichte Verspätung verringern.
Für den Streckenbau war die Verlegung einer 27 Kilometer langen Gasleitung notwendig. Diese neue Leitung wurde im Dezember 2023 in Betrieb genommen. Der Rückbau der alten Leitung erfolgte zwischen März und September 2024. Der Aufkauf bzw. die Enteignung der benötigten Flächen findet seit dem zweiten Halbjahr 2024 statt und wird im ersten Quartal 2025 in Odense fortgesetzt. Die Bahnbauarbeiten sollten zum Ende des Sommers 2024 in der Gemeinde Assens beginnen, im Herbst in Middelfart und im Winter in Odense.